# Атекс
ЖФК «Атекс» — український жіночий футбольний клуб з Києва. Виступає у Першій лізі чемпіонату України серед жінок.

## Історія
«Атекс» — один із найстаріших клубів чемпіонату України та один із небагатьох, який від початку був суто жіночим. Київську команду заснували у 2002 році і вже понад 20 років її очолює головна тренерка Алла Гресь.
Домашні матчі приймають на стадіонах «Лівий Берег», який розрахований на 1500 глядачів  та на «КНУБА-Арені», яка вміщує 1000 глядачів.
Найвищим досягненням ЖФК «Атекс» в Вищій лізі стало п'яте місце у 2010 році. Клуб також був срібним призером першої ліги країни з футболу.
Під час співпраці з футзальним клубом НУХТ (Київ), що представляв Національний університет харчових технологій, вигравали бронзові медалі національної першості з футзалу.
«Атексу» належать декілька антірекордів країни в жіночому футболі:
- Найбільшою поразкою в історії Кубка України є програш столичної команди полтавській «Ворсклі» з рахунком 0:30 (28 серпня 2023 року) [5]
- Найбільшою поразкою в історії Чемпіонатів України є програш «Атекса» також суперницям з «Ворскли» з рахунком 0:23 (27 травня 2023 року).[6]

## Досягнення
- Перша ліга з футболу:
  -  Срібний призер: 2020/21

- Вища ліга України з футзалу серед жінок:
  -  Бронзовий призер: 2009